# Attentat d'El Qantara
 (mai 2022).
L'attentat d'El Qantara est survenu le 7 mai 2022 lorsque dix soldats et un officier ont été tués lors d'une attaque à un poste de contrôle d'une station de pompage d'eau à El Qantara, dans la péninsule du Sinaï, en Égypte. Cinq autres personnes ont été blessées.
Aucun groupe n'a revendiqué la responsabilité de l'attaque.